# Älvestorps herrgård
Älvestorps herrgård är en herrgård i Älvestorp i Hällefors kommun.
Erik Stockenström var ägare till Älvestorp till 1722 och Emerentia Rockes från 1723 till 1741. Huvudbyggnaden uppfördes 1752 av Wilhelm Hising.
Nobelpristagaren The Svedberg spenderade delar av sin uppväxttid på herrgården.